# Вантонгерло, Жорж
Жорж Вантонгерло (фр. и нид. Georges Vantongerloo; 6 октября 1886, Антверпен — 24 ноября 1965, Париж) — бельгийский художник, скульптор и архитектор.

## Жизнь и творчество
Ж. Вантонгерло учился живописи в Королевской академии изящных искусств в Брюсселе и в Антверпене. В период с 1910 по 1917 год художника привлекает фигуративное искусство. Вантонгерло обращается к беспредметной живописи в 1917 году и является — совместно с голландцами Питом Мондрианом, Тео ван Дуйсбургом, Бартом ван дер Леком и другими — основателем художественной группы «Стиль». Подпись Вантонгерло стоит одной из первых и под Манифестом «Стиля».
В отличие от своих коллег, придерживавшихся строгих правил в построении композиции — так, Мондриан признавал только горизонтальные и вертикальные линии рисунка, а ван Дуйсбург разрешал себе добавить к ним ещё и диагональные — Вантонгерло вскоре вышел из этих рамок и использовал в своей живописи различные геометрические формы — круги, овалы, волнистые линии и прочие. При этом он использует, кроме основных цветов, ещё и цвета смешанные. В связи с этим он постепенно отдаляется от генеральной линии пуристской группы «Стель» и выходит из неё окончательно в 1921 году.
После этого, проведя некоторое время в Ментоне, в 1928 году художник приезжает в Париж. Здесь он в 1931 году, совместно с Тео ван Дуйсбургом, Наумом Габо, Огюстом Эрбеном и Антуаном Певзнером, основывает художественную группу «Абстракция-Творчество» (Abstraction-Création).
Жорж Вантонгерло считается одним из крупнейших представителей абстрактной живописи в Европе.